# Picnic (supermarkt)

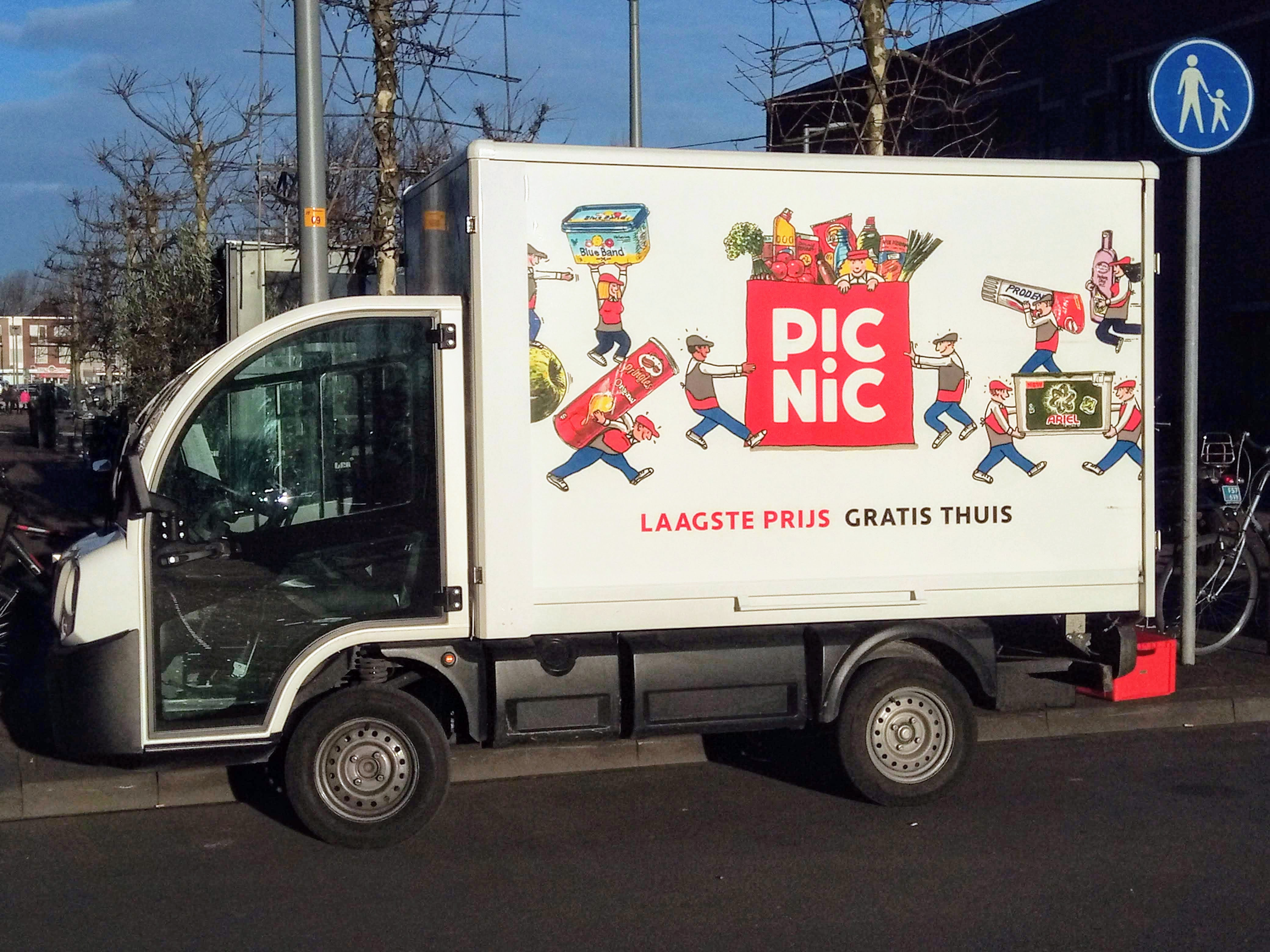
Een bezorgbusje van Picnic, 2019

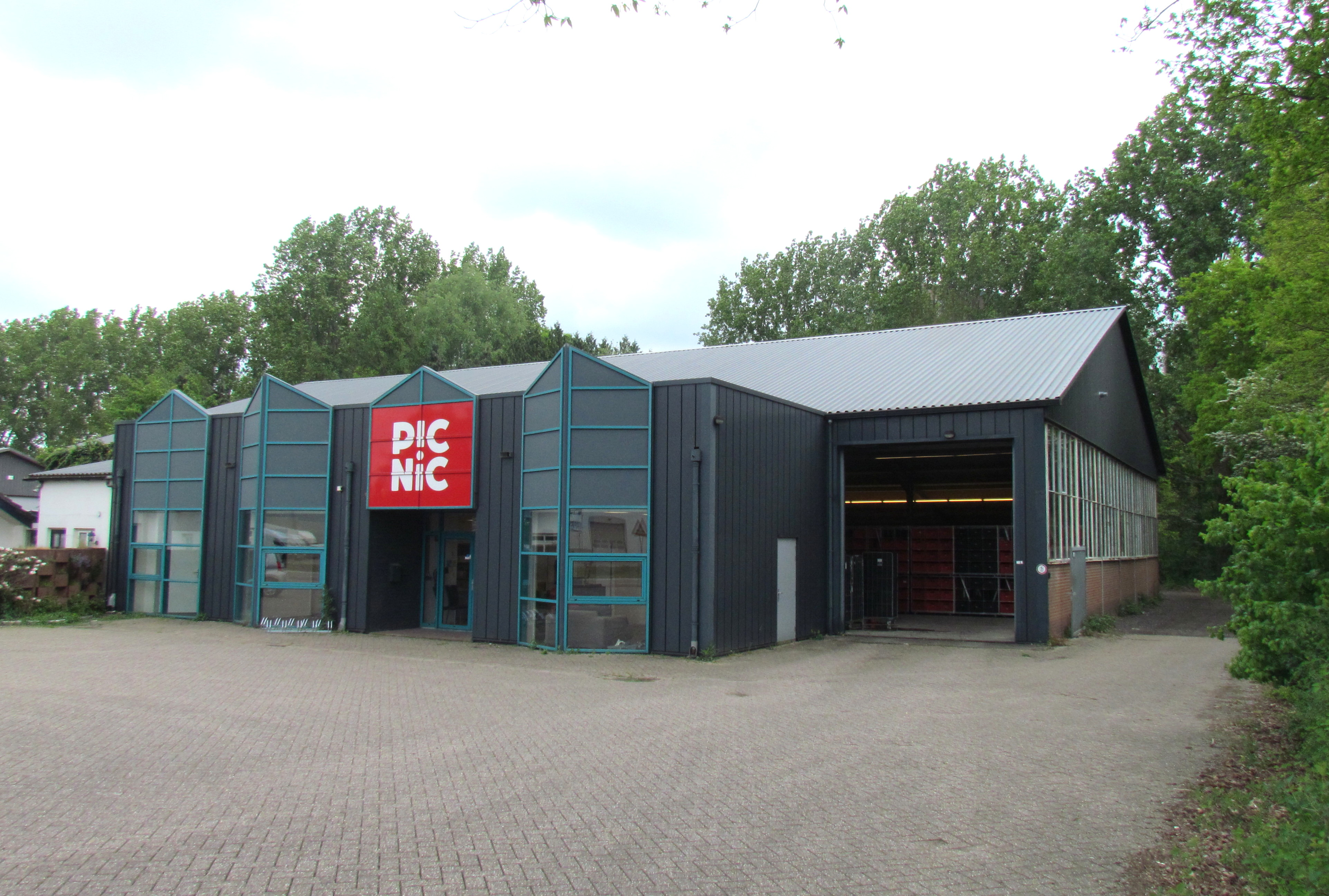
Distrbutiecentrum van Picnic in Apeldoorn, 2020

Picnic is een Nederlandse online-supermarkt. Het bedrijf bezorgt uitsluitend aan huis en heeft geen fysieke winkels of ophaalpunten. Het is actief in Nederland (sinds 2015), Duitsland (2018) en Frankrijk (2021).

## Geschiedenis
Het bedrijf werd in 2015 opgericht door Michiel Muller, Bas Verheijen en internetondernemers Joris Beckers en Frederik Nieuwenhuys, die eigenaren waren van het bedrijf Fredhopper dat personalisatiesoftware voor webwinkels bouwt. Later sloot retailondernemer Gerard Scheij zich bij hen aan.
Picnic begon in september 2015 met zijn eerste activiteiten in Amersfoort. In het jaar na de oprichting breidde het bedrijf uit naar omliggende gemeenten en grotere plaatsen, zoals Utrecht en Almere. Den Haag volgde een jaar later. Sinds januari 2018 bezorgt Picnic ook in Amsterdam. Aan het einde van dat jaar had Picnic vijf distributiecentra en bezorgde het in meer dan zestig steden en dorpen.
Het aantal klanten en steden waarin bezorgd wordt nam gestaag toe. Ook het aantal dagen per week dat er bezorgd werd in sommige plaatsen wordt langzaamaan verhoogd van drie naar zes. Om de negatieve gevolgen van zijn bedrijfsactiviteiten voor het milieu in de woonwijken te beperken heeft het bedrijf elektrische wagens gekocht om daarmee de bestellingen te bezorgen. In april 2017 had Picnic honderd van deze elektrische bezorgauto's rijden. In 2018 kregen chauffeurs van Picnic extra rijles omdat de elektrische wagens door vorm en gewicht gemakkelijker omvallen.
Investeerders stopten in maart 2017 honderd miljoen euro in het bedrijf. Het geld werd vooral gebruikt om snel uit te breiden. De investering was afkomstig van vermogende families, zoals Fentener van Vlissingen (SHV Holdings), Hoyer (rijk geworden met een belang in Heineken), Van der Wal (Boni) en De Rijcke (Kruidvat). Voor de financiering van een nieuw distributiecentrum in Utrecht deden in 2020 dezelfde familiefondsen mee in een financieringsronde van in totaal 250 miljoen euro. In 2021 werd in een financieringsronde €600 miljoen opgehaald om de groei te versnellen. Naast de reeds bestaande investeerders heeft de Bill & Melinda Gates Foundation Trust geparticipeerd.
Met ongeveer duizend elektrische bezorgvoertuigen levert het bedrijf in 2021 boodschappen in ruim 120 steden en dorpen vanuit 63 bezorghubs. Twintig bezorghubs bevinden zich in Duitsland. Ook breidde het bedrijf uit naar Valenciennes in Frankrijk, om van daaruit de activiteiten verder uit te bouwen.
Op 28 december 2021 werd de hub in Roosendaal en in juli 2022 die in Almelo door brand verwoest. Van beide branden is de oorzaak niet bekend, maar omdat er rekening werd gehouden met problemen in de elektrische bestelauto’s van het bedrijf, haalde Picnic naar aanleiding van de laatste brand honderden bezorgauto's van de weg.
In januari 2024 werd bekend dat Picnic er opnieuw in was geslaagd fondsen te werven voor verdere groei van het bedrijf. Het haalde 355 miljoen euro op bij verschillende partijen, waaronder bij de Duitse supermarktketen Edeka en wederom bij de Bill & Melinda Gates Foundation Trust.
In december 2024 werd Picnic gepresenteerd als de nieuwe hoofdsponsor van de wielerploeg die eerder bekend stond als Team Sunweb en Team DSM. Het contract gold voor vier jaar. Vanaf 2025 heet de ploeg Team Picnic PostNL. Bij de ploeg van manager Iwan Spekenbrink rijden onder meer Fabio Jakobsen, Frank van den Broek en Charlotte Kool.

## Organisatie

### Bestuur
| Naam           | Functie                  |
| -------------- | ------------------------ |
| Michiel Muller | Chief Executive Officer  |
| Daniel Gebler  | Chief Technology Officer |

### Hoofdkantoor en distributiecentra
Het hoofdkantoor van Picnic bevindt zich in Amsterdam. In mei 2021 had Picnic tien distributiecentra, waarvan drie in Duitsland. Op 2 augustus 2023 opende het bedrijf het tiende distributiecentrum in Nederland, en wel in Ridderkerk.

### Inkooporganisatie
Sinds de oprichting van Picnic kocht het bedrijf zijn producten in via Boni bij de inkooporganisatie Superunie. In 2020 werd besloten om Superunie in te ruilen voor Edeka. Het bedrijf werkte in Duitsland al samen met Edeka en zag hierdoor mogelijkheden voor internationale uitbreiding naar Engeland en Frankrijk.

## Opspraak
Picnic maakte in 2016 een filmpje waarin een lookalike van Max Verstappen figureerde. Het filmpje was een parodie op een filmpje waarin hij reclame maakt voor de supermarkt Jumbo. Verstappens management vond dat ontoelaatbaar en eiste voor de rechter een schadevergoeding van 350.000 euro. In april 2018 besloot de rechter dat Picnic aan Verstappen een schadevergoeding van 150.000 euro moest betalen. In juni 2020 oordeelde het Gerechtshof van Amsterdam echter in hoger beroep dat het filmpje een persiflage is, waarbij het duidelijk is dat niet Verstappen zelf erin te zien is. Bovendien is er geen sprake van een onrechtmatige daad, omdat het filmpje niet de eer en goede naam van de coureur aantast, noch diens zakelijke belangen. De boete was daarmee van de baan en Picnic werd in het gelijk gesteld.
Vakbond FNV bekritiseerde Picnic in december 2018. Volgens de werknemersorganisatie was er bij het bedrijf sprake van onveilige werkomstandigheden. Bovendien zou de werkdruk te hoog liggen en het loon te laag zijn. Picnic weigert zijn werknemers te betalen volgens de supermarkt-cao. Het bedrijf ziet zichzelf niet als een supermarkt, ondanks het feit dat zij zich naar klanten toe wel zo presenteert. In december 2019 bepaalde het hof van Amsterdam in hoger beroep dat de activiteiten van Picnic echter niet onder de supermarkt cao vallen. In april 2020 sloot Picnic met vakbond De Unie een e-commerce cao af voor zijn medewerkers.
In juni 2025 werd bepaald dat in ieder geval tussen 13 september 2022 en 1 juli 2023 medewerkers volgens de algemeen verbindend verklaarde supermarkt-cao (cao Supermarkt Levensmiddelenbedrijf LMB) toeslagen hadden moeten krijgen, en dat deze alsnog moeten worden uitbetaald. Voor de periode van 2 juli 2023 tot 1 juli 2024 heeft de minister van Economische Zaken destijds dispensatie verleend aan online-supermarkten zonder fysieke winkels, zoals Picnic. Hierover wordt nog geprocedeerd. Voor de cao die loopt van 2 juli 2024 tot maart 2026 hebben deze online-supermarkten ook weer dispensatie aangevraagd bij de minister.